# Liste der Naturdenkmale in Schnaudertal

Lage von Schnaudertal

In der Liste der Naturdenkmale in Schnaudertal werden die Einzel-Naturdenkmale, Flächennaturdenkmale sowie flächenhafte Naturdenkmale im Burgenlandkreis in der sachsen-anhaltischen Gemeinde Schnaudertal und ihren Ortsteilen Bröckau mit Hohenkirchen, Görnitz und Weißenborn sowie Wittgendorf mit Dragsdorf, Großpörthen, Kleinpörthen und Nedissen aufgeführt.
In den Veröffentlichungen werden laut Quellen in 11 Einzel-Naturdenkmale (ND), 2 Flächennaturdenkmale (FND) und 0 flächenhafte Naturdenkmale (NDF) angegeben. Die Angaben der Liste basieren auf Daten des „Geoportal Sachsen-Anhalt“ vom Landesamt für Vermessung und Geoinformation Sachsen-Anhalt und den Meta-Daten der angegebenen Quellen (ND, FND, NDF)

## Definition
„Naturdenkmäler sind rechtsverbindlich festgesetzte Einzelschöpfungen der Natur oder entsprechende Flächen bis zu fünf Hektar, deren besonderer Schutz erforderlich ist
 1. aus wissenschaftlichen, naturgeschichtlichen oder landeskundlichen Gründen oder
 2. wegen ihrer Seltenheit, Eigenart oder Schönheit.“

Ergänzend zu den lt. BNatSchG registrierten Naturdenkmalen sind in der Gemeinde Schnaudertal (lt. NatSchG LSA) ebenfalls 0 geschützte Landschaftsbestandteile (GLB) und 2 geschützte Parks (GP) gelistet, deren Abgrenzungen sich aus den Erläuterungen vom Bundesamt für Naturschutz ergeben.

## Legende
- Bild: zeigt ein vorhandenes Foto des Naturdenkmals
- Nr: zeigt die jeweilige Nr. des Objekts
- Beschreibung: Kurzbeschreibung zum Naturdenkmal
- Koordinaten: zeigt die Lage auf der Karte
- Quelle: Datum/Link zur Referenzquelle

## (Einzel-)Naturdenkmale
| Bild           | ND-Nr.     | Ortsteil     | Beschreibung | Koordinaten                  | Quellen |
| -------------- | ---------- | ------------ | --- | ---------------------------- | ------- |
| Bild gesucht   | ND 0145BLK | Wittgendorf  | Stieleiche (Quercus robur) in Wittgendorf, auch als Luthereiche bezeichnet, nördlich an der St.-Jakob-Kirche (siehe Kulturdenkmal-ID: 09486531) | 50° 58′ 37″ N, 12° 11′ 40″ O | [ 1 ]   |
| Bild gesucht   | ND 0146BLK | Dragsdorf    | Stieleiche (Quercus robur) östlich bei Dragsdorf an der Straße nach Lindenberg | 50° 59′ 24″ N, 12° 12′ 9″ O  | [ 1 ]   |
| Bild gesucht   | ND 0157BLK | Dragsdorf    | Winterlinde (Tilia cordata) östlich bei Dragsdorf, im Auwald nördlich des Bachlaufs der Kleinen Schnauder einem der Quellarme der Schnauder | 50° 59′ 17″ N, 12° 12′ 4″ O  | [ 1 ]   |
| Bild gesucht   | ND 0158BLK | Wittgendorf  | Stieleiche (Quercus robur) in Wittgendorf, neben Bushaltestelle nördliche Ortslage | 50° 58′ 45″ N, 12° 11′ 35″ O | [ 1 ]   |
| Weitere Bilder | ND 0159BLK | Bröckau      | Stieleiche (Quercus robur) am westlichen Ortsrand in Bröckau, neben Grundstück Hirtenberg 35 | 50° 57′ 51″ N, 12° 12′ 33″ O | [ 1 ]   |
| Weitere Bilder | ND 0160BLK | Bröckau      | Stieleiche (Quercus robur) bei Görnitz, etwa 400 m südlich Ortslage Bröckau nördlich des Feldwegs zwischen Görnitz und Unterau (Flur 6/83) | 50° 57′ 31″ N, 12° 12′ 55″ O | [ 1 ]   |
| Weitere Bilder | ND 0168BLK | Großpörthen  | Stieleiche (Quercus robur) in Größpörthen, an Straßengabelung Großpörthener Anger gegenüber Dorfteich, südlich Platane (ND 0185BLK) | 50° 59′ 53″ N, 12° 10′ 21″ O | [ 1 ]   |
| Bild gesucht   | ND 0169BLK | Wittgendorf  | Stieleiche (Quercus robur) im Park Wittgendorf (GP_0017BLK) am Bachufer des Wittgendorfer Graben, etwa 120 m südlich St.-Jakob-Kirche | 50° 58′ 32″ N, 12° 11′ 35″ O | [ 1 ]   |
| Weitere Bilder | ND 0185BLK | Großpörthen  | Platane (Platanus) in Größpörthen, an Straßengabelung Großpörthener Anger gegenüber Dorfteich, nördlich Stieleiche (ND 0168BLK) | 50° 59′ 53″ N, 12° 10′ 21″ O | [ 1 ]   |
| Bild gesucht   | ND 0211BLK | Kleinpörthen | ehemaliger Sandsteinbruch bei Kleinpörthen; geologischer Aufschluss im renaturierten Sandsteinbruch an Verbindungsstraße zwischen Kleinpörthen und Dragsdorf, nördlich Kölbismühle | 50° 59′ 0″ N, 12° 11′ 2″ O   | [ 1 ]   |
| Weitere Bilder | ND 0xxxBLK | Großpörthen  | Prangerlinde Großpörthen ist eine ca. 800 J. alte Winterlinde (Tilia cordata) am Nordhang der Dorfkirche in Großpörthen, welche seit 11.06.2021 als Nationalerbe-Baum Nr. 8 unter besonderen Schutz steht. Anm.: bisher nicht offiziell durch die Behörde registriertes Naturdenkmal, erneut geplant. | 50° 59′ 52″ N, 12° 10′ 18″ O | [ 11 ]  |

## Flächen-Naturdenkmale
| Bild         | FND-Nr.    | Ortsteil    | Beschreibung | Koordinaten                  | Quelle     |
| ------------ | ---------- | ----------- | --- | ---------------------------- | ---------- |
| Bild gesucht | FND0078BLK | Wittgendorf | westlicher Teil des Bachmäander der Kleinen Schnauder zwischen Dragsdorf und Lindenberg, mäandernder Bachlauf der Kleinen Schnauder (auch als Lindenberger Schnauder bezeichnet), einem der Quellarme der Schnauder; seit 1968 registriertes Auwaldbiotop, ca. 250 m langes Teilstück des Baches östlich der Verbindungsstraße Wittgendorf-Lindenberg, etwa 900 m nordöstlich Wittgendorf und 700 m südwestlich Lindenberg (Wittgendorf Flur 6/28-1 und Kayna Flur 1/2-2, 2-3) | 50° 59′ 33″ N, 12° 12′ 14″ O | 28.11.1968 |
| Bild gesucht | FND0082BLK | Bröckau     | der Schnauderbruch mit Breitblättrigem Knabenkraut ist ein Bruchwald und Feuchtbiotop am Bachlauf der Hirschfelder Schnauder mit nachgewiesenen Vorkommen des Breitblättrigen Knabenkraut (Dactylorhiza majalis), das seit 1972 registrierte Gebiet befindet sich etwa 900 m südlich Bröckau und 700 m nördlich Hohenkirchen (Flur 7/1-1); Anm.: südlichstes Flächennaturdenkmal in Sachsen-Anhalt                                                                             | 50° 57′ 16″ N, 12° 13′ 1″ O  | 13.12.1972 |

## geschützte Landschaftsbestandteileund Parke
| Bild           | Nr.        | Ortsteil    | Beschreibung | Koordinaten                  | Quelle     |
| -------------- | ---------- | ----------- | --- | ---------------------------- | ---------- |
| Bild gesucht   | GP_0017BLK | Wittgendorf | Park Wittgendorf, ca. 1,4ha großer ehemaliger Gutspark am Bachlauf des Wittgendorfer Graben südwestlich der St.-Jakob-Kirche (siehe Kulturdenkmal-ID: 09486531 und Flur 1/58-1, 59-2, 253, 289, 290)                          | 50° 58′ 35″ N, 12° 11′ 37″ O | 12.11.1970 |
| Weitere Bilder | GP_0017BLK | Bröckau     | Park Bröckau, Rest eines ehemaligen Gutspark südlich Ortslage am Ostufer des Bachlauf der Großen Schnauder einem der Quellarme der Schnauder, Westhang des 261 m hohen Görnitzberg (Flur 3/121, 124, 128-2, 208-116, 209-117) | 50° 57′ 42″ N, 12° 12′ 45″ O | 12.11.1970 |